# Dirigido por
Dirigido por (també escrit a vegades com Dirigido por... o, simplement, Dirigido) és una revista espanyola especialitzada en cinema.

## Orígens
La revista va ser fundada en 1972 a Barcelona pel crític cinematogràfic Edmond Orts. La portada del primer número va estar dedicada al cineasta estatunidenc Stanley Kubrick, i des de llavors la revista ha fet sempre un especial recalcament en la figura del director com a principal responsable del procés creatiu.

## Difusió
Dirigido por és una revista de periodicitat mensual (publica onze números a l'any) editada per l'empresa Dirigido Por, S.L., el president de la qual és Angel Fabregat. En 2007 tenia una tirada d'entre 12.000 i 15.000 exemplars mensuals. Dirigido por ep a més una ajuda del Ministeri de Cultura per a la seva difusió en biblioteques, centres culturals i universitats d'Espanya.

## Col·laboradors
El coordinador general de la revista és l'escriptor i crític cinematogràfic Tomás Fernández Valentí. Entre els col·laboradors figuren:
José María Latorre, Quim Casas, Ramon Freixas, Carlos Balagué, Gabriel Lerman, Jordi Bernal, Esteban Hernández, Rafel Miret, Antonio Castro, Antonio José Navarro, Javier Coma, Carlos García Brusco, Tonio L. Alarcón, José Enrique Monterde, Israel Paredes, Joan Padrol, Jaume Genover, Roberto Alcover Oti, Diego Salgado, Raúl Acín, Aurélien Le Genissel, Héctor G. Barnés, Juan Carlos Vizcaíno, Beatriz Martínez, Gerard Casau.

## Premis
- 27a edició dels Premis Sant Jordi de Cinematografia: Premi Especial del Jurat.[3]
- XX Mostra de Cinema Llatinoamericà de Catalunya: Premi Ángel Fernández-Santos.[4]